# Poolbillard-Europameisterschaft 1984
Die Poolbillard-Europameisterschaft 1984 war ein vom europäischen Poolbillardverband EPBF in London ausgetragener Poolbillardwettbewerb.
Ausgespielt wurden die Disziplinen 8-Ball und 14/1 endlos.
Europameister wurden die Schweden Bengt Pedersen und Björn Jonsson, die im Vorjahr jeweils Vizeeuropameister in der anderen Disziplin waren. Bruno Ernst gewann als bester Deutscher Silber im 14/1 endlos, Peter Haidinger und Günter Geisen gewannen im 8-Ball Bronze.
Bei den Damen wurde die Schwedin Eva Eleholt durch einen Finalsieg gegen die Deutsche Franziska Stark Europameisterin im 14/1 endlos. Stark gewann mit Silber ihre erste EM-Medaille. Im 8-Ball-Finale konnte sich Sylvia Buschhüter gegen Titelverteidigerin Klara Lensing durchsetzen.

## Medaillengewinner
| Disziplin            | Gold              | Silber          | Bronze               |
| -------------------- | ----------------- | --------------- | -------------------- |
| Herren – 14/1 endlos | Bengt Pedersen    | Bruno Ernst     | Bjørn L’Orange       |
| Herren – 14/1 endlos | Bengt Pedersen    | Bruno Ernst     | Karl Hanscho         |
| Herren – 8-Ball      | Björn Jonsson     | Ulf Hjalmvall   | Peter Haidinger      |
| Herren – 8-Ball      | Björn Jonsson     | Ulf Hjalmvall   | Günter Geisen        |
| Damen – 14/1 endlos  | Eva Eleholt       | Franziska Stark | Heide Andersson      |
| Damen – 14/1 endlos  | Eva Eleholt       | Franziska Stark | J. Griffin           |
| Damen – 8-Ball       | Sylvia Buschhüter | Klara Lensing   | Jaqueline Schifferli |
| Damen – 8-Ball       | Sylvia Buschhüter | Klara Lensing   | Anke Cronquist       |